# Giorgi Msjvenieradze
Giorgi Msjvenieradze (georgiska: გიორგი მშვენიერაძე, ryska: Георгий Петрович Мшвениерадзе, Georgij Petrovitj Msjvenieradze), född 12 augusti 1960 i Tbilisi, är en före detta sovjetisk vattenpolospelare. Han tog OS-guld 1980 och OS-brons 1988 med Sovjetunionens landslag. Fadern Petre Msjvenieradze tog OS-brons 1956 och OS-silver 1960 med Sovjetunionens landslag.
Giorgi Msjvenieradze spelade åtta matcher och gjorde nio mål i den olympiska vattenpoloturneringen i Moskva. Han spelade sju matcher och gjorde tretton mål i den olympiska vattenpoloturneringen i Seoul.